# Dendrobium pachystele
Dendrobium pachystele är en orkidéart som beskrevs av Rudolf Schlechter. Dendrobium pachystele ingår i släktet Dendrobium, och familjen orkidéer. Inga underarter finns listade i Catalogue of Life.